# Gedimar Passos
Gedimar Passos é um agente aposentado da Polícia Federal. Integrou a campanha de reeleição do presidente Luiz Inácio Lula da Silva em 2006.
No dia 15 de setembro de 2006, Passos foi preso juntamente com o petista Valdebran Padilha, em um hotel de São Paulo com sacolas contendo 1,75 milhão de reais em reais e dólares, que seria usado para comprar um suposto dossiê implicando os candidatos do PSDB José Serra e Geraldo Alckmin no Escândalo das Sanguessugas. Sob interrogatório da Polícia Federal, afirmou que havia recebido ordens de um assessor de Lula, Freud Godoy. Posteriormente, afirmou ter incriminado Godoy por pressão do delegado da Polícia Federal Edmílson Bruno, responsável pelo inquérito.
Após as eleições de 2006, Gedimar Passos foi indiciado pela PF e acusado oficialmente pela CPI dos Sanguessugas.